# Lynnwood
Lynnwood – miasto w Stanach Zjednoczonych w stanie Waszyngton w hrabstwie Snohomish. Według spisu z 2000 miasto zamieszkiwało 33847 osób. Lynnwood jest siedzibą Edmonds Community College. Jego burmistrzem jest Don Gough.

## Geografia
Miasto zajmuje powierzchnię 19,8 km², z czego 19,8 km² stanowi ląd, a 0,1 km² (0,26%) stanowią wody.

## Demografia
Według spisu z 2000 roku miasto zamieszkuje 33847 osób skupionych w 13328 gospodarstwach domowych, tworzących 8330 rodzin. Gęstość zaludnienia wynosi 1710,5 osoby/km².  Miasto zamieszkuje 74,27% stanowią osoby rasy białej, 3,28% Afroamerykanie, 1,02% rdzenni Amerykanie, 4,35% ludność wywodząca się z dwóch lub więcej ras. Hiszpanie lub Latynosi stanowią 6,96%.
W mieście są 13328 gospodarstw domowe, w których 32,1% stanowią dzieci poniżej 18 roku życia żyjących z rodzicami, 46,3% stanowią małżeństwa, 11,5% stanowią kobiety nie posiadające męża oraz 37,5% stanowią osoby samotne. 29,3% wszystkich gospodarstw domowych składa się z jednej osoby oraz 9,4% żyjących samotnie ma powyżej 65 roku życia. Średnia wielkość gospodarstwa domowego wynosi 2,50 osoby, natomiast rodziny 3,13 osoby. 
Przedział wiekowy kształtuje się następująco: 24,4% stanowią osoby poniżej 18 roku życia, 10,4% stanowią osoby pomiędzy 18 a 24 rokiem życia, 32,1% stanowią osoby pomiędzy 25 a 44 rokiem życia, 21,3% stanowią osoby pomiędzy 45 a 64 rokiem życia oraz 11,8% stanowią osoby powyżej 65 roku życia. Średni wiek wynosi 35 lat. Na każde 100 kobiet przypada 95 mężczyzn. Na każde 100 kobiet powyżej 18 roku życia przypada 92 mężczyzn.
Średni dochód dla gospodarstwa domowego wynosi 42 814 dolarów, a dla rodziny wynosi 51 825 dolarów. Dochody mężczyzn wynoszą średnio 37 395 dolarów, a kobiet 30 070 dolarów. Średni dochód na osobę w mieście wynosi 19 971 dolarów. Około 6,2% rodzin i 9,5% populacji miasta żyje poniżej minimum socjalnego, z czego 9,8% jest poniżej 18 roku życia i 12,2% powyżej 65 roku życia.